# Första ståndet

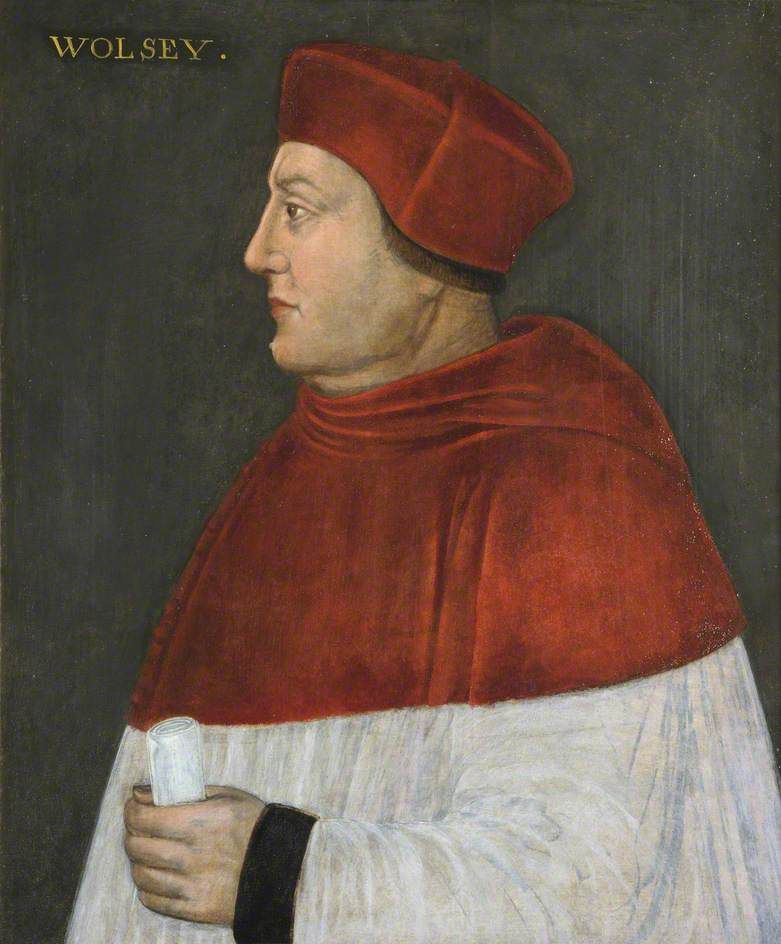
Thomas Wolsey, ärkebiskop av York, kardinal och statsman.

Det första ståndet är namnet på den grupp inom ståndsväsendet i europeisk historia som representerade de klerikala intressena, det vill säga intressen som tillhörde kyrkan, eller dess biskopar och präster, etc. I svensk historia motsvaras detta av prästeståndet.

## Historik
Ståndsväsendet i sig utgjorde ett system för att bereda inflytelserika grupper att vid sidan av kungliga intressen ändå få en del i statens maktutövning. Endast de grupper som lyckades göra sig gällande i maktspelet kunde därför räkna med att få en egen plats bland ständerna. Indelningen om vilka personer som räknades i de olika ständerna och även antalet ständer skiljer sig åt mellan olika länder och även över tid. Normen i det kontinentala Europa är dock tre grupper som lyckas göra sig gällande: präster och adel vilka utgör det första och andra ståndet, samt en tredje grupp med övriga ofrälse som utgör det tredje ståndet.

### Andligt frälse i Skottland och England
I Skottlands parlament utgjordes det första ståndet av prelater, det vill säga biskopar och abbotar. Det första ståndet utgjorde dock inte någon egen kammare som röstade för sig utan man sammanträdde med det andra och tredje ståndet som ett enkammarparlament. Englands parlament började utvecklas till ett tvåkammarsystem så tidigt som på 1300-talet, därför kan man inte på samma sätt tala om ett ståndssystem i England, men majoriteten av medlemmarna i överhuset bestod fram till reformationen på 1500-talet av biskopar och abbotar. Reformationen i Skottland ledde 1638 att det första ståndet miste sin representation, men vid bildande av Storbritannien 1707 behöll den Engelska kyrkans ärkebiskopar och biskopar sina platser, och de är fortfarande representerade i det Förenade kungarikets parlament som ett andligt frälse (Lords Spiritual). Ärkebiskopar rangordnas fortfarande före hela det världsliga frälset (Lords Temporal), och biskopar rangordnas högre än överhusets baroner.

### Första ståndet i Frankrike
I Frankrikes generalständer utgjorde det första ståndet en egen kammare som röstade för sig skilt från de andra och tredje ständerna. Generalständerna sammanträdde dock mycket sällan och sista gången de inkallades 1789 hade de inte varit samlade sedan 1614. Det tredje ståndet marscherade dock ut och bildade en separat nationalförsamling vilken kungen därpå försökte upplösa. Efter Eden i Bollhuset där man svor att ge inte skiljas åt förrän man givit Frankrike en konstitution, anslöt sig dock delar av det första ståndet till nationalförsamlingen. De första stegen i den händelseutveckling som skulle bli den franska revolutionen hade tagits.

### Prästeståndet i Sverige och Finland
Sverige skiljer sig i flera avseende mot utvecklingen i övriga Europa, främst genom att de självägande bönderna utgjorde ett eget stånd vilket var unikt. Sverige, och historiskt även Finland, hade således ett system med fyra istället för tre ständer, även om bondeståndet ibland sattes på undantag och hölls utanför vissa beslut. I presendensordningen i den ståndsriksdagen räknades dock adelsståndet först och därefter prästeståndet, borgarståndet och sist bondeståndet. Det svenska prästeståndet motsvarar det första ståndet, även om prästerskapet i Sverige efter reformationen inte räknades som ett andligt frälse utan ansågs utgöra ett av de ofrälse stånden och därigenom hamnade efter adelsståndet i rangordning.
Efter freden i Fredrikshamn 1809 när Finland utgjorde ett ryskt storfurstendöme fortsatte den finländska befolkningen vara representerad enligt samma modell som i den svenska ståndsriksdagen men nu i Finlands lantdag istället, med de finländska adels-, präste-, borgar- och bondestånden.